# Георги Николов (футболист, р. 2002)
Георги Николаев Николов (роден на 12 май 2002 г.) е български футболист, който играе на поста централен нападател. Състезател на Арда Кърджали. 

## Кариера
Николов е бивш играч на Лудогорец II, Ботев (Враца) и Спортист (Своге).
На 22 юни 2023 г. врачанинът е обявен за ново попълнение на пазарджишкия Хебър. Дебютира на 16 юли при равенството 0:0 като домакин на ЦСКА (София).

## Национална кариера
На 25 март 2023 г. Георги дебютира в приятелска среща за националния отбор на България до 21 г. при загубата с 1:0 като гост на националния отбор на Словакия до 21 г.